# Mistrzostwa Europy w Wioślarstwie 1959
49. Mistrzostwa Europy w Wioślarstwie odbyły się w dniach 14–16 sierpnia (zawody kobiet) oraz 21–23 sierpnia (zawody mężczyzn) 1959 r. we francuskim Mâcon (po raz 4. w historii). Mężczyźni rywalizowali w 7, a kobiety w 5 konkurencjach wioślarskich na pobliskim torze regatowym na rzece Saonie. 

## Medaliści

### Mężczyźni
| Konkurencja                 | Złoto | Czas   | Srebro | Czas   | Brąz | Czas   | Źródło |
| --------------------------- | --- | ------ | --- | ------ | --- | ------ | ------ |
| M1x (jedynka)               | Wiaczesław Iwanow | 6:58.8 | Klaus von Fersen | 7:03.6 | Teodor Kocerka | 7:08.8 | [ 2 ]  |
| M2x (dwójka podwójna)       | ZSRR Aleksandr Bierkutow · Jurij Tiukałow | 6:29.4 | Czechosłowacja Václav Kozák · Pavel Schmidt | 6:30.1 | Holandia Peter Bakker · Co Rentmeester | 6:35.1 | [ 3 ]  |
| M2- (dwójka bez sternika)   | RFN Ingo Kliefoth · Bernd Kruse | 6:44.7 | ZSRR Oleg Gołowanow · Walentin Boriejko | 6:45.3 | Austria Alfred Sageder · Josef Kloimstein | 6:54.7 | [ 4 ]  |
| M2+ (dwójka ze sternikiem)  | RFN Klaus Riekemann · Hans-Joachim Berendes · Hans-Dieter Maier (sternik)                                                                                               | 7.16.4 | Włochy Renzo Ostino · Giovanni Anselmi · Vincenzo Bruno (sternik)                                                                                                   | 7:19.3 | Rumunia Stelian Petrov · Ion Voican · Oprea Păunescu (sternik) | 7:23.9 | [ 5 ]  |
| M4- (czwórka bez sternika)  | Szwajcaria Gottfried Kottmann · Rolf Streuli · Émile Ess · Hansruedi Scheller                                                                                           | 6:21.0 | RFN Günter Schroers · Manfred Uellner · Victor Hendrix · Manfred Kluth                                                                                              | 6:21.8 | Czechosłowacja Luděk Musil · René Líbal · Miroslav Jíška · Jindřich Blažek | 6:22.6 | [ 6 ]  |
| M4+ (czwórka ze sternikiem) | RFN Klaus Wegner · Gerd Cintl · Horst Effertz · Claus Heß · Michael Obst (sternik)                                                                                      | 6:25.9 | Holandia Maarten Christiaan Fehmers · Cornelis Jacobus Westermann · Peter van Haaps · Feye Meye · Ivan Vanier (sternik)                                             | 6:32.8 | Szwecja Kjell Hansson · Ulf Gustafsson · Lennart Hansson · Lars-Eric Gustafsson · Bengt Gunnarsson (sternik)                                                                   | 6:37.8 | [ 7 ]  |
| M8+ (ósemka)                | RFN Hans Lenk · Karl-Heinz Hopp · Klaus Bittner · Karl-Heinrich von Groddeck · Kraft Schepke · Frank Schepke · Walter Schröder · Manfred Rulffs · Willi Padge (sternik) | 5:51.7 | Czechosłowacja Pavel Hofmann · Václav Jindra · Bohumil Janoušek · Jan Švéda · Josef Švec · Luděk Pojezný · Jan Jindra · Stanislav Lusk · Miroslav Koníček (sternik) | 6:01.0 | ZSRR Igor Chochłow · Boris Fiodorow · Gieorgij Guszczenko · Anatolij Antonow · Jurij Popow · Jarosław Czerstwyj · Gieorgij Briułgart · Oleg Wasiljew · Jurij Polakow (sternik) | 6:02.0 | [ 8 ]  |

### Kobiety
| Konkurencja                           | Złoto | Czas   | Srebro | Czas | Brąz | Czas | Źródło        |
| ------------------------------------- | --- | ------ | --- | ---- | --- | ---- | ------------- |
| W1x (jedynka)                         | Kornélia Pap | 3:53.9 | Emilija Muchina | n/a  | Eva Sika | n/a  | [ 9 ]         |
| W2x (dwójka podwójna)                 | ZSRR Nina Opalenko · Ludmiła Otrosko | 3:27.9 | Rumunia Magda Jifcu · Dora Lakatoş | n/a  | Czechosłowacja Světla Bartáková · Hana Musilová | n/a  | [ 10 ]        |
| W4x+ (czwórka podwójna ze sternikiem) | ZSRR Olimpiada Michajłowa · Walentina Kalegina · Galina Putyrska · Łarisa Pisariewa · Zinaida Andriejewa (sternik)                                                                              | 3:18.0 | NRD Herta Weissig · Gisela Heiße · Hannelore Göttlich · Helga Richter · Hannelore Schneider (sternik)                                                             | n/a  | Rumunia Magda Jifcu · Emilia Rigard · Doina Ciolacu · Stela Stanciu · Angela Codreanu (sternik)                                                                           | n/a  | [ 11 ] [ 12 ] |
| W4+ (czwórka ze sternikiem)           | ZSRR Walentina Tieriechowa · Nadieżda Skunkowa · Ełła Siergiejewa · Nina Szamanowa · Wiktorija Dobrodiejewa (sternik)                                                                           | 3:23.9 | Rumunia Felicia Urziceanu · Mária Trinks · Stela Găvan-Georgescu · Márta Kardos · Ștefania Borisov (sternik)                                                      | n/a  | Węgry Alajosné Lábodi · Győzőné Lukachich · Zsuzsa Rakitay · Ottoné Nagy · Rudolfné Radványi (sternik)                                                                    | n/a  | [ 13 ]        |
| W8+ (ósemka)                          | ZSRR Walentina Sirsikowa · Wiera Riebrowa · Nonna Piecernikowa · Lidija Zontowa · Zinaida Kiriłlina · Nina Korobkowa · Zinaida Korotowa · Nadieżda Goncarowa · Walentina Dobrodiejewa (sternik) | 3:06.3 | NRD Anita Blankenfeld · Ingeborg Peter · Ingrid Drews · Waltraud Dinter · Hilde Amelang · Marianne Schulze · Hella Schulz · Marianne Falk · Ursula Wiek (sternik) | n/a  | Węgry Alajosné Lábodi · Mária Zakály · Lászlóné Halász · Magda Helmich · Judit Szalatnai · Zsuzsa Rakitay · Győzőné Lukachich · Ottoné Nagy · Rudolfné Radványi (sternik) | n/a  | [ 14 ] [ 12 ] |

## Klasyfikacja medalowa
| Miejsce | Reprezentacja  | Złoto | Srebro | Brąz | Razem |
| ------- | -------------- | ----- | ------ | ---- | ----- |
| 1.      | ZSRR           | 6     | 2      | 1    | 9     |
| 2.      | RFN            | 4     | 2      | 0    | 6     |
| 3.      | Węgry          | 1     | 0      | 2    | 3     |
| 4.      | Szwajcaria     | 1     | 0      | 0    | 1     |
| 5.      | Czechosłowacja | 0     | 2      | 2    | 4     |
| 5.      | Rumunia        | 0     | 2      | 2    | 4     |
| 7.      | NRD            | 0     | 2      | 0    | 2     |
| 8.      | Holandia       | 0     | 1      | 1    | 2     |
| 9.      | Włochy         | 0     | 1      | 0    | 1     |
| 10.     | Austria        | 0     | 0      | 2    | 2     |
| 11.     | Polska         | 0     | 0      | 1    | 1     |
| 11.     | Szwecja        | 0     | 0      | 1    | 1     |
| Razem   | Razem          | 12    | 12     | 12   | 36    |